# Маринони, Ипполит
Ипполит Огюст Маринони (фр. Hippolyte Auguste Marinoni; 1823, Париж — 7 января 1904, там же) — французский инженер, предприниматель, издатель, изобретатель.

## Биография

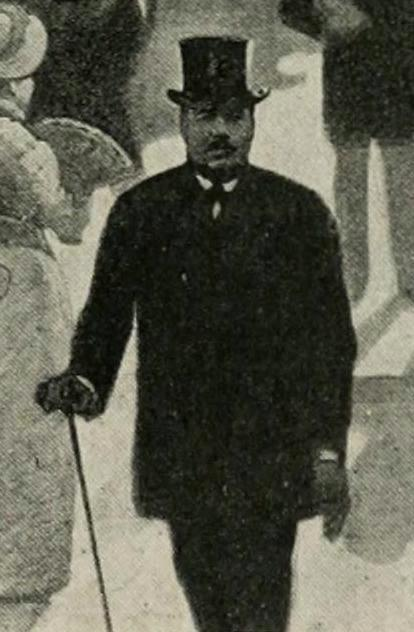
Ипполит Огюст Маринони. 1889

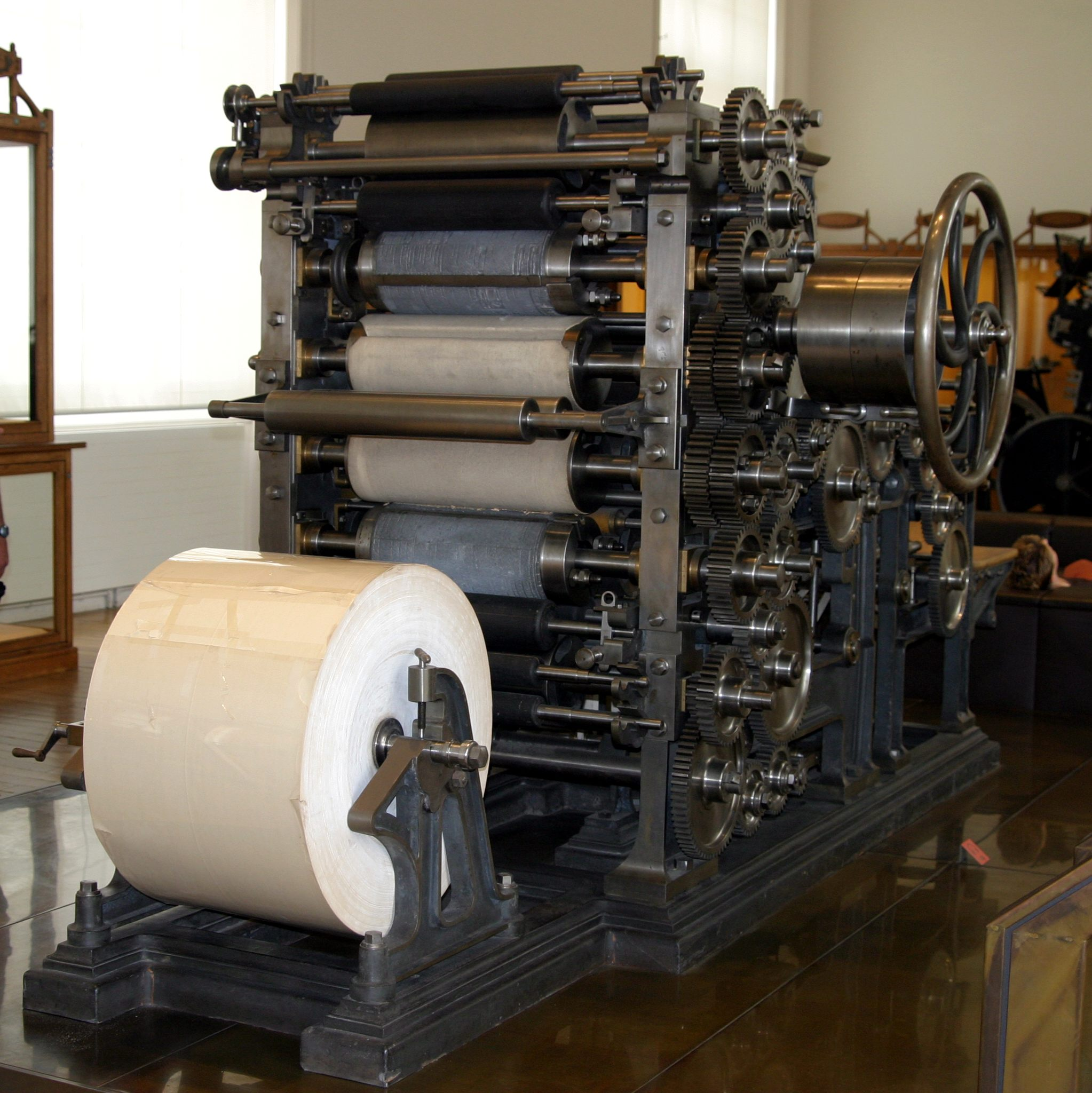
Ротационная машина Ипполита Маринони. Музей искусств и ремёсел (Париж)

Итальянского происхождения. Сын офицера Королевской канадской конной полиции. В молодости обучался слесарному делу. Трудовую карьеру начал как подмастерье инженера. В 1837 году получил патент механика —токаря.
С ранних лет стал работать над усовершенствованием и изобретением машин. В 1847 году изобрёл машину для быстрого автоматического складывания газет и первую двухцилиндровую печатную машину, которая печатала 1500 листов в час. С тех пор непрестанно работал над усовершенствованием машин, применяющихся в типографском деле. В 1847 году Маринони основал свою собственную компанию, которая, помимо прочего, разработала литографический станок. Постепенно усовершенствуя тип скоропечатной машины, построил первую ротационную машину, выпускающую до 40 тыс. оттисков в час. Ему же удалось сконструировать скоропечатную многокрасочную машину (6 красок) для иллюстрированных изданий. Начав с небольшого механического заведения, И. Маринони расширил его до обширной машиностроительной фабрики, выпустившей свыше 12 тыс. скоропечатных и до 1000 получивших всемирную известность ротационных машин.
С 1883 года — главный издатель иллюстрированной ежедневной парижской газеты «Le Petit Journal», печатавшей свыше 1 млн экземпляров.
В 1891 году был мэром Больё-сюр-Мер (Прованс — Альпы — Лазурный Берег).
Похоронен на кладбище Пасси в Париже.